# 内战前夕
《内战前夕》是2020年美国戰爭恐懼驚悚剧情片，由杰拉德·布什和克里斯托弗·伦茨导演，《逃出绝命镇》和《我们》制片人肖恩·麦基特里克制片，贾奈尔·梦内、埃里克·兰格、吉娜·瑪隆、傑克·休斯頓、科雷茜·克莱门斯和加布蕾·丝迪贝出演。

## 剧情
備受推崇的知名女作家法朗妮卡（珍奈兒夢妮 飾）原本過著成功人士的美好生活，然而一場精心設計的佈局，卻令她陷入極度可怖的境況……為求保命，她必須與時間競賽，把握時機，拆解眼前滿佈謎霧的心寒詭秘！

## 阵容
- 贾奈尔·梦内 饰 维罗妮卡·亨利（Veronica Henley）
- 埃里克·兰格（英语：Eric Lange）
- 吉娜·瑪隆
- 傑克·休斯頓
- 科雷茜·克莱门斯（英语：Kiersey Clemons）
- 加布蕾·丝迪贝
- 汤加伊·基里萨（英语：Tongayi Chirisa）
- 罗伯特·阿拉马约
- 莉莉·考尔斯（Lily Cowles）
- 马克·理查德森（英语：Marque Richardson） 饰 尼克（Nick）
- London Boyce 饰 肯尼迪（Kennedi）

## 制作
2019年3月，消息指贾奈尔·梦内加盟影片剧组，同时杰拉德·布什和克里斯托弗·伦茨将担任导演兼编剧。拉蒙德·曼斯菲尔德和肖恩·麦基特里克将以名下公司QC娱乐（QC Entertainment）的名义出任制片人，狮门影视公司负责发行影片。4月，埃里克·兰格、吉娜·瑪隆、傑克·休斯頓、科雷茜·克莱门斯、汤加伊·基里萨、加布蕾·丝迪贝、罗伯特·阿拉马约和莉莉·考尔斯加入剧组。5月，马克·理查德森加入。
主体拍摄于2019年5月开始。

## 发行
影片原计划于2020年4月24日发行，后来受2019冠状病毒病疫情影响改档。2020年8月宣布，電影訂於9月18日美國上映。